# Mario Luna
Mario Luna (bürgerlicher Name: Mario Roberto Di Philippo; * 29. Januar 1935 in Buenos Aires; † 15. August 2004) war ein argentinischer Tangosänger.

## Karriere
Luna begann seine Laufbahn in den 1950er Jahren in den Quartetts von Víctor Galeano und von Aminto Vidal, mit dem er einige Titel aufnahm. Mit dem Orchester Fulvio Salamancas nahm er 1958 Dame mi libertad, Lo que fuiste und Milonga sentimental (mit Armando Guerrico) auf. Er trat weiterhin mit den Orchestern Miguel Calós und der Brüder Alberto und Eduardo Talián auf und gehörte sechs Jahre lang Ricardo Pedevillas Orchester an. In Ángel Domínguez’ Orchester war er der zweite Sänger neben Osvaldo Ribó.
Im Fernsehen trat er auf Canal 11 mit Roberto Grela und auf Canal 13 in Juan Alberto Mateykos Sendung Feria color y alegría auf, im Radio mit Héctor Arbelo bei den Sendern Radio El Pueblo, Radio Splendid und Radio Porteña. Beliebt waren seine Imitationen anderer Tangosänger. Im August 2004 verstarb Mario Luna im Alter von 69 Jahren.